# Liste der Baudenkmale in Sickte
In der Liste der Baudenkmale in Sickte sind die Baudenkmale der niedersächsischen Gemeinde Sickte und die Ortsteile Apelnstedt, Hötzum, Volzum sowie Sickte (aus Obersickte und Niedersickte) aufgelistet. Der Stand der Liste ist der 1. August 2022. Die Quelle der Baudenkmale ist der Denkmalatlas Niedersachsen.

## Allgemein
In den Spalten befinden sich folgende Informationen:
- Lage: die Adresse des Baudenkmales und die geographischen Koordinaten. Kartenansicht, um Koordinaten zu setzen. In der Kartenansicht sind Baudenkmale ohne Koordinaten mit einem roten Marker dargestellt und können in der Karte gesetzt werden. Baudenkmale ohne Bild sind mit einem blauen Marker gekennzeichnet, Baudenkmale mit Bild mit einem grünen Marker.
- Bezeichnung: Bezeichnung des Baudenkmales
- Beschreibung: die Beschreibung des Baudenkmales. Unter § 3 Abs. 2 NDSchG werden Einzeldenkmale und unter § 3 Abs. 3 NDSchG Gruppen baulicher Anlagen und deren Bestandteile ausgewiesen.
- ID: die Objekt-ID des Baudenkmales
- Bild: ein Bild des Baudenkmales, ggf. zusätzlich mit einem Link zu weiteren Fotos des Baudenkmals im Medienarchiv Wikimedia Commons. Wenn man auf das Kamerasymbol klickt, können Fotos zu Baudenkmalen aus dieser Liste hochgeladen werden:

## Sickte

### Gruppe: Kirchhof Sickte
Die Gruppe „Kirchhof Sickte“ ist das verbindende Element der beiden Dörfer Ober- und Niedersickte. Die Kirche mit ihrem Kirchhof wurden 1323 erstmals urkundlich erwähnt. Die Gruppe hat die ID 33968108.

| Lage                                          | Bezeichnung  | Beschreibung | ID       | Bild           |
| --------------------------------------------- | ------------ | --- | -------- | -------------- |
| Bahnhofstraße 2a 52° 12′ 50″ N, 10° 38′ 13″ O | Kirche       | Der Westturm der Kirche St. Petri Sickte ist noch aus der Ursprungszeit des 12./13. Jahrhunderts erhalten. Die Saalkirche aus Bruchsteinmauerwerk und unter einem steilen Satteldach wurde im späten 15. Jahrhundert angefügt. Im Inneren fallen die dreiseitige Empore und der Kanzelaltar auf. Die Neuausstattung erfolgte 1778. 1851 erheblich umgebaut. 1904 wurde die Decke von Adolf Quensen bemalt. 1975 wurde ein zweigeschossiger Anbau hinzugefügt. | 34105283 | Weitere Bilder |
| Bahnhofstraße 2a 52° 12′ 51″ N, 10° 38′ 15″ O | Kirchhof     | Der Kirchhof ist einer Bruchsteinmauer eingefriedet und enthält einen alten Baumbestand. Der Kirchhof wurde bis 1832 als Friedhof genutzt. Auf dem Grund befindet sich das Gefallenen-Ehrenmal. | 34105307 | BW             |
| Bahnhofstraße 2a 52° 12′ 50″ N, 10° 38′ 14″ O | Gedenkstätte | Die Gedenkstätte der Gefallenen der beiden Weltkriege zeigt sich als zwei steinerne Malteserkreuze auf jeweils einem langen Sandsteinsockel. | 34105392 | BW             |

### Gruppe: Gut Niedersickte
Die Gruppe „Gut Niedersickte“ besteht aus einem Gut, das 1706 von Heinrich Schrader an Urban Dietrich von Lüdecke veräußert wurde. Es handelt sich um eine typische Gutsanlage des Barocks. Die Gruppe Gut Niedersickte hat die ID 33968140.

| Lage                                                          | Bezeichnung | Beschreibung | ID       | Bild           |
| ------------------------------------------------------------- | ----------- | --- | -------- | -------------- |
| Am Kamp 12 52° 12′ 48″ N, 10° 37′ 57″ O                       | Herrenhaus  | Im Herrenhaus Sickte als 1712 nach den Plänen von Hermann Korb errichtetes zweigeschossiges Fachwerkgebäude unter einem Walmdach mit dreiachsigem Mittelrisalit befindet sich heute die Samtgemeindeverwaltung. | 34105140 | Weitere Bilder |
| An der Wabe 15 52° 12′ 47″ N, 10° 38′ 2″ O                    | Remise      | Um 1850 errichtetes eingeschossiges Gebäude aus Werkstein unter einem Walmdach mit Mittelrisalit. | 34105211 | BW             |
| An der Wabe 15 52° 12′ 50″ N, 10° 38′ 0″ O                    | Scheune     | 1750 errichtete 66 Meter lange (Quer-)Durchfahrtsscheune aus Fachwerk auf einem Bruchsteinsockel. 1983 abgerissen und in Fachwerk neu aufgebaut.                                                                | 34105069 | BW             |
| Parkstraße 52° 12′ 47″ N, 10° 37′ 57″ O                       | Park        | Im 19. Jahrhundert südlich des Herrenhauses angelegte Parkanlage mit einem sehr alten Baumbestand (ab 1800). | 34105118 | BW             |
| Parkstraße, Am Kamp, An der Wabe 52° 12′ 47″ N, 10° 37′ 59″ O | Einfriedung | 1850 wurde die massive Einfriedung um das Gut an den Straßen Am Kamp, An der Wabe und Parkstraße aus Bruchstein angelegt.                                                                                       | 34105165 | BW             |
| Parkstraße 52° 12′ 46″ N, 10° 38′ 1″ O                        | Toreinfahrt | Um 1850 gestaltete Toreinfahrt mit Sandsteinfiguren. | 34105188 | BW             |

### Gruppe: Hofanlage Schöninger Straße 2
Die Gruppe „Hofanlage Schöninger Straße 2“ ist eine zwischen 1850 und 1854 wieder errichtete vierseitige Hofanlage bestehend aus Wohnhaus und Wirtschaftsgebäude auf einem mittelalterlichen Vorwerk. Die Hofanlage hat die ID 43769373.

| Lage                                             | Bezeichnung        | Beschreibung | ID       | Bild |
| ------------------------------------------------ | ------------------ | --- | -------- | ---- |
| Schöninger Straße 2 52° 13′ 6″ N, 10° 38′ 33″ O  | Wohnhaus           | Um 1850 errichtetes zweigeschossiges Fachwerkgebäude unter einem Halbwalmdach.                                                                                    | 43769391 | BW   |
| Schöninger Straße 2a 52° 13′ 5″ N, 10° 38′ 34″ O | Wirtschaftsgebäude | Um 1850 wurde die dreiflügelig historistische zweigeschossig angelegte Scheune und hakenförmige historistische Stallgebäude mit Laubengang und Galerie errichtet. | 34105374 | BW   |

### Gruppe: Hofanlage Mehrdorf
Die Gruppe „Hofanlage Mehrdorf“ ist ein vierseitiger Hof aus dem späten 18. Jahrhundert. Die Hofanlage hat die ID 50457762.

| Lage                                      | Bezeichnung        | Beschreibung                                                                                              | ID       | Bild |
| ----------------------------------------- | ------------------ | --- | -------- | ---- |
| Backhausweg 4 52° 12′ 43″ N, 10° 38′ 3″ O | Wohnhaus           | Um 1800 errichtetes zweigeschossiges Fachwerkgebäude unter einem Halbwalmdach.                            | 50457911 | BW   |
| Backhausweg 4 52° 12′ 42″ N, 10° 38′ 2″ O | Scheune            | Zu Beginn des 19. Jahrhunderts auf einem Natursteinsockel errichtete Fachwerkscheune mit Längsdurchfahrt  | 50458014 | BW   |
| Backhausweg 4 52° 12′ 41″ N, 10° 38′ 4″ O | Stall              | 1904 als Kuhstall errichtetes zweigeschossiges Ziegelgebäude mit Zierelementen.                           | 50458187 | BW   |
| Backhausweg 4 52° 12′ 42″ N, 10° 38′ 4″ O | Wirtschaftsgebäude | Um 1900 als Pferdestall und Remise auf einem Natursteinsockel errichtetes zweigeschossiges Ziegelgebäude. | 50458153 | BW   |

### Einzeldenkmale
| Lage                                              | Bezeichnung              | Beschreibung | ID       | Bild |
| ------------------------------------------------- | ------------------------ | --- | -------- | ---- |
| An der Wabe 4 52° 12′ 45″ N, 10° 38′ 4″ O         | Wohnhaus                 | Das um 1840 auf einem Natursteinsockel errichtete zweigeschossige Fachwerkgebäude unter einem Schopfwalmdach steht traufständig zur Parkstraße und giebelständig zur Straße An der Wabe. Der Südostgiebel und die südwestliche Traufseite sind mit Naturschieferplatten verkleidet. | 34105094 | BW   |
| Bahnhofstraße 21 52° 12′ 57″ N, 10° 38′ 20″ O     | Wohnhaus                 | Das aus der Mitte des 17. Jahrhunderts errichtete zweigeschossige Gebäude unter einem Satteldach wurde aus der Denkmalliste gestrichen. | 34105351 | BW   |
| Bahnhofstraße 47, 47a 52° 13′ 4″ N, 10° 38′ 22″ O | Wohn-/Wirtschaftsgebäude | Das an der Schwelle zum 18. Jahrhundert errichtete Wohnhaus wurde im 19. Jahrhundert zu einem zweigeschossigen Fachwerkgebäude auf einem Natursteinsockel und unter einem Satteldach ausgebaut.                                                                                     | 34105449 | BW   |
| Parkstraße 11 52° 12′ 43″ N, 10° 38′ 6″ O         | Wohnhaus                 | Das ursprünglich um 1680 in Niedersickte errichtete zweigeschossige Fachwerkwohngebäude auf einem Natursteinsockel und unter einem hohen Satteldach wurde 2015 an hiesiger Stelle rekonstruiert.                                                                                    | 34105236 | BW   |
| Salzdahlumer Straße 52° 12′ 46″ N, 10° 38′ 18″ O  | Friedhof                 | Der ehemalige Gutsfriedhof ist wohl 1869 angelegt oder umgestaltet worden. Er enthält einen alten Baumbestand. | 34105261 | BW   |

## Apelnstedt

### Gruppe: Schulgebäude Apelnstedt
Die Gruppe „Schulgebäude Apelnstedt“ besteht neben dem Schulhaus aus dem Schulgarten und den dort aufgestellten Objekten. Das Gebäude und der Garten wurde im 20. Jahrhundert durch den Künstler Karl Schaper genutzt. Die Gruppe hat die ID 44073980.

| Lage                                   | Bezeichnung | Beschreibung | ID       | Bild |
| -------------------------------------- | ----------- | --- | -------- | ---- |
| Kirchweg 2 52° 11′ 35″ N, 10° 37′ 4″ O | Schule      | 1841 errichtetes historistisches zweigeschossiges Fachwerkgebäude auf einem Natursteinsockel unter einem Halbwalmdach. 1907 umgebaut und 1936 erweitert. Ab 1970 durch das Künstlerehepaar Susanne und Karl Schaper als Atelier genutzt. | 44073996 | BW   |
| Kirchweg 2 52° 11′ 34″ N, 10° 37′ 5″ O | Schulgarten | Der ehemalige Schulgarten zeigt einige Kunstwerke des Künstlers Schaper und eine Spolie der 1864 abgerissenen Kirche von Apelnstedt. | 44074447 | BW   |
| Kirchweg 2 52° 11′ 34″ N, 10° 37′ 6″ O | Taufstein   | Der als Sockel noch vorhandene Taufstein aus der abgerissenen Kirche von Apelnstedt datiert auf das 15. Jahrhundert. | 44074476 | BW   |
| Kirchweg 2 52° 11′ 34″ N, 10° 37′ 5″ O | Steinplatte | Die vom Künstler Schaper geschaffene Steinplatte wird als Steinbrief bezeichnet und trägt auch die Form eines steinernen Briefumschlages. Das Kunstwerk ist unvollendet und nicht datiert.                                               | 44074503 | BW   |

### Einzeldenkmale
| Lage                                      | Bezeichnung | Beschreibung | ID       | Bild |
| ----------------------------------------- | ----------- | --- | -------- | ---- |
| Bergstraße 1 52° 11′ 31″ N, 10° 37′ 20″ O | Hof         | 1790 (Wohnhaus) und im Laufe des 19. Jahrhunderts errichtete vierseitiger Fachwerkhof. Aus der Denkmalliste gestrichen. | 48149264 | BW   |
| Dorfplatz 8 52° 11′ 32″ N, 10° 37′ 13″ O  | Scheune     | Nach 1850 errichtete ein- und zweigeschossige Fachwerkscheune auf einem Sandsteinsockel und unter einem Halbwalmdach. 1983 bis 1986 umgebaut zum heutigen Dorfgemeinschaftshaus | 34104882 | BW   |
| Dorfstraße 2 52° 11′ 34″ N, 10° 37′ 11″ O | Wohnhaus    | 1910 errichtetes anderthalb- bis zweigeschossiges Fachwerkgebäude mit Ziegelausfachung unter einem Satteldach. | 34104835 | BW   |
| Dorfstraße 4 52° 11′ 33″ N, 10° 37′ 9″ O  | Wohnhaus    | 1727 errichtetes zweigeschossiges kleines Fachwerkgebäude unter einem Halbwalmdach. Aus der Denkmalliste gestrichen. | 34104858 | BW   |
| Kirchweg 1 52° 11′ 36″ N, 10° 37′ 5″ O    | Kirche      | Von 1862 bis 1864 durch Carl Müller nach den Entwürfen von Karl Eigner errichtete Saalkirche auf einem Werksteinsockel und unter einem Satteldach. Der Westturm ist in den Kirchbau eingezogen. Die Empore und der Kanzelaltar sind aus der Bauzeit der Kirche. Das Altargemälde stammt von Adolf Quensen und wurde 2001 freigelegt. | 34104902 | BW   |
| Kirchweg 1, 3 52° 11′ 36″ N, 10° 37′ 6″ O | Wohnhaus    | Das nach der Inschrift 1700 als Pfarrhaus errichtete zweigeschossige Fachwerkgebäude unter einem Satteldach wurde im 19. Jahrhundert nach Osten hin erweitert. | 34104927 | BW   |

## Hötzum

### Einzeldenkmale
| Lage                                        | Bezeichnung     | Beschreibung | ID       | Bild           |
| ------------------------------------------- | --------------- | --- | -------- | -------------- |
| Am Bahnhof 1 52° 13′ 16″ N, 10° 36′ 22″ O   | Empfangsgebäude | Ehemaliges Empfangsgebäude des Bahnhofs. Aus der Denkmalliste gestrichen. | 34104951 | BW             |
| Hauptstraße 14 52° 13′ 16″ N, 10° 37′ 1″ O  | Gedenkstätte    | Denkmal für die Gefallenen des Ersten Weltkrieges | 34104993 | BW             |
| Hauptstraße 14 52° 13′ 17″ N, 10° 37′ 2″ O  | Kirche          | Während der Westturm der Kirche aus dem 15. Jahrhundert noch erhalten ist, wurde das Kirchenschiff Ende des 18. Jahrhunderts neu errichtet. Die Saalkirche aus Bruchstein steht auf einem Werksteinsockel unter einem Walmdach. | 34104969 | Weitere Bilder |
| Schapertwete 3 52° 13′ 18″ N, 10° 36′ 58″ O | Wohnhaus        | 1890 auf einem Werksteinsockel errichtetes zweigeschossiges Fachwerkgebäude unter einem Schopfwalmdach | 34105014 | BW             |

## Neuerkerode

### Einzeldenkmale
| Lage                                      | Bezeichnung | Beschreibung | ID       | Bild           |
| ----------------------------------------- | ----------- | --- | -------- | -------------- |
| Am Bahnhof 1 52° 13′ 16″ N, 10° 36′ 22″ O | Kapelle     | 1877 aus Ziegeln im Zentrum der Neuerkeröder Anstalten von Heinrich Johannes Carl Frühling errichtete Saalkirche unter einem Satteldach. Die Schaufassade ist in Werkstein gehalten. | 34105037 | Weitere Bilder |

## Volzum

### Einzeldenkmale
| Lage                                       | Bezeichnung | Beschreibung | ID       | Bild |
| ------------------------------------------ | ----------- | --- | -------- | ---- |
| Im Dorfe 17 52° 11′ 47″ N, 10° 39′ 26″ O   | Kirche      | Von der romanischen Vorgängerkirche ist lediglich der Westturm erhalten. Dessen Glocke ist mit der Inschrift auf 1408 zu datieren. Der Saalbau unter einem Walmdach wurde 1471 angefügt und 1613 erneuert. | 34105399 | BW   |
| Steinstraße 4 52° 11′ 47″ N, 10° 39′ 30″ O | Wohnhaus    | 1903 errichtetes zweigeschossiges verputztes Gebäude auf einem Backsteinsockel unter einem Halbwalmdach mit Zierelementen der Neorenaissance.                                                              | 34105424 | BW   |